# کالنی (آلاباما)
کالنی (به انگلیسی: Colony) شهری در شهرستان کالمن ایالت آلاباما است که مساحت آن ۵٫۸۶ کیلومتر مربع است و در سرشماری سال ۲۰۱۰ میلادی، ۲۶۸ نفر جمعیت داشته و تراکم جمعیتی آن، ۴۵٫۷۳ نفر در هر کیلومتر مربع بوده است.